# Take a Look Over Your Shoulder
Albums de Warren G
Regulate... G Funk Era
(1994) I Want It All
(1999)
Singles
1. I Shot the Sheriff
Sortie : 10 février 1997
2. Smokin Me Out
Sortie : 1997
3. What We Go Through
Sortie : 1997

Take a Look Over Your Shoulder est le deuxième album studio de Warren G, sorti le 25 mars 1997.
Cet album a connu un succès moins important que le précédent, Regulate... G Funk Era. Il s'est classé 4e au Top R&B/Hip-Hop Albums et 11e au Billboard 200 et a été certifié disque d'or par la Recording Industry Association of America (RIAA) le 28 mai 1997.
Certains morceaux ont néanmoins été des tubes, comme Smokin Me Out en duo avec Ron Isley des Isley Brothers, What's Love Got to Do With avec Adina Howard, sur un sample de Tina Turner, et la reprise de I Shot the Sheriff de Bob Marley. Ce titre, sorti en single, a été disque d'or et l'album, disque de platine.
Take a Look Over Your Shoulder permet d'entrevoir le style décalé de Warren G, grâce à une dimension très funk.

## Liste des titres
| No  | Titre                                                       | Contient un (des) sample(s) de | Durée |
| --- | ----------------------------------------------------------- | --- | ----- |
| 1.  | Star Trek Intro                                             | | 0:30  |
| 2.  | Annie Mae (featuring Nate Dogg)                             | Rapper's Delight du Sugarhill Gang                                                                                                 | 3:52  |
| 3.  | Smokin Me Out (featuring Ron Isley)                         | Coolin' Me Out des Isley Brothers                                                                                                  | 3:40  |
| 4.  | Ricky in Church                                             | | 0:30  |
| 5.  | Reality                                                     | | 3:30  |
| 6.  | Ricky and G-Child                                           | | 0:17  |
| 7.  | Young Fun (featuring Knee-Hi et Jayo Felony)                | | 3:36  |
| 8.  | What We Go Through (featuring Mr. Malik, Perfec et Bad Azz) | Action d'Orange Krush | 3:41  |
| 9.  | We Brings Heat (featuring The Twinz et Da Five Footaz)      | | 3:46  |
| 10. | Transformers                                                | | 3:01  |
| 11. | Reel Tight Intro                                            | | 0:20  |
| 12. | Relax Ya Mind (featuring Reel Tight)                        | I Do Love You de G.Q. You Gots to Chill d'EPMD                                                                                     | 3:29  |
| 13. | To All D.J.'s                                               | Hobo Scratch de Malcolm McLaren and the World's Famous Supreme Team                                                                | 3:00  |
| 14. | Back Up                                                     | | 3:46  |
| 15. | Can You Feel It                                             | Can You Feel It? des Fat Boys | 3:20  |
| 16. | I Shot the Sheriff                                          | Kissing My Love de Bill Withers I Shot the Sheriff d'Eric Clapton Love's Gonna Get'cha (Material Love) des Boogie Down Productions | 4:10  |
| 17. | I Shot the Sheriff (EPMD Remix)                             | Strictly Business d'EPMD | 3:26  |